# 桃金娘小煤炱
桃金娘小煤炱（学名：Meliola myrtacearum）是属于小煤炱目小煤炱科小煤炱属的一种真菌，寄生在桃金娘科植物上。该种分布于中国、菲律宾。